# Bistum Leshan
Das Bistum Leshan (lat.: Dioecesis Chiatimensis) ist eine in der Volksrepublik China gelegene römisch-katholische Diözese mit Sitz in Leshan. 

## Geschichte
Das Bistum Leshan wurde am 10. Juli 1929 durch Papst Pius XI. mit der Apostolischen Konstitution Ut spirituali aus Gebietsabtretungen des Apostolischen Vikariates Suifu als Apostolische Präfektur Yachow errichtet. Die Apostolische Präfektur Yachow wurde am 3. März 1933 durch Pius XI. zum Apostolischen Vikariat erhoben. Am 9. Februar 1938 wurde das Apostolische Vikariat Yachow in Apostolisches Vikariat Leshan umbenannt.
Das Apostolische Vikariat Leshan wurde am 11. April 1946 durch Papst Pius XII. mit der Apostolischen Konstitution Quotidie Nos zum Bistum erhoben und dem Erzbistum Chongqing als Suffraganbistum unterstellt.

## Ordinarien

### Apostolische Präfekten von Yachow
- Matthias Ly Yun-ho, 1929–1933

### Apostolische Vikare von Yachow
- Matthias Ly Yun-ho, 1933–1935
- Fabian Yu Teh Guen, 1936–1938

### Apostolische Vikare von Leshan
- Fabian Yu Teh Guen, 1938–1943

### Bischöfe von Leshan
- Paul Ten Gan-lin, 1949–1990
- Paul Lei Shiyin, seit 2011